# Wheldrake
Wheldrake – wieś w Anglii, w hrabstwie ceremonialnym North Yorkshire, w dystrykcie (unitary authority) York. Leży 11 km na południowy wschód od miasta York i 271 km na północ od Londynu. Miejscowość liczy 1909 mieszkańców.